# 이유 (1645년)

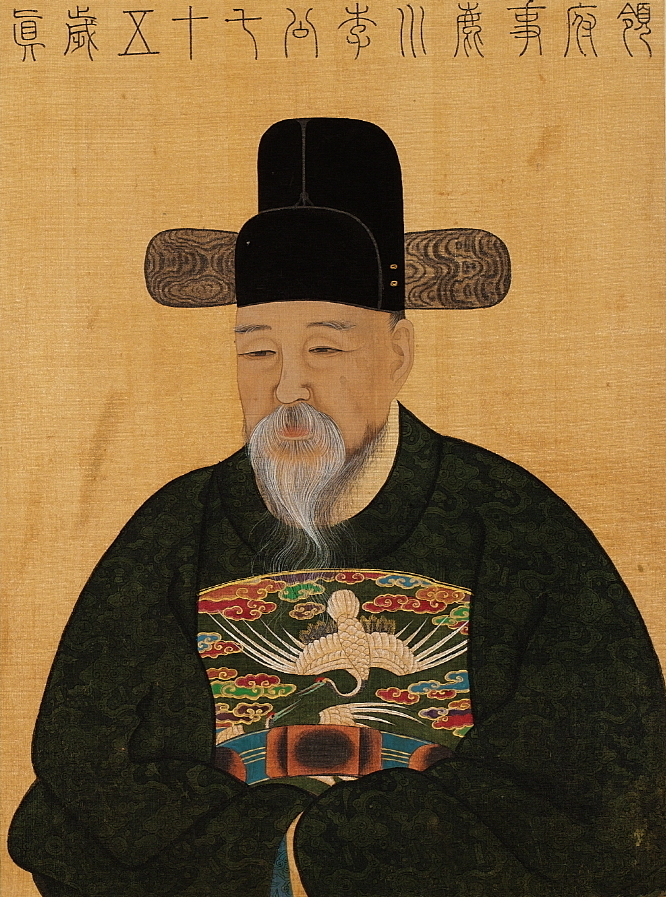
《기사계첩》에 실린 영중추부사 이유

이유(李濡, 1645년 ~ 1721년)는 조선 중기의 문신이다. 본관은 전주. 자는 자우(子雨), 호는 녹천(鹿川), 시호는 혜정공(惠定公)이다. 세조와 금성대군의 형제인 광평대군의 후손이다. 북한산성을 수축하였다. 현종 때 문과에 급제하여 설서와 가주서, 사서, 정언, 문학, 지평, 교리, 수찬, 부수찬, 부교리, 문례관, 검토관, 시독관, 헌납, 이조좌랑, 응교, 집의, 부응교, 사간, 참찬관 등 청요직과 옥당, 대간직을 두루 거쳤고, 이후 승지를 하다 외직인 목사로 나갔다가 돌아와 참의를 한 뒤 경상도관찰사와 강양도관찰사를 한다. 이후 좌부승지, 전라도관찰사, 대사간, 승지를 거쳐 평안도관찰사와 도승지, 대사간을 두루 했고, 이후 부사직과 부제조, 도승지와 대사헌을 한 뒤, 한성부좌윤과 예조참판, 동지사와 대사헌을 거쳐 호조판서, 제조, 형조판서, 병조판서, 지경연사, 대사헌, 이조판서, 금위영제조, 약방제조를 두루 거쳐 우의정과 좌의정을 거쳐서 영의정이 된다. 뒤에 판중추부사를 거쳐 영중추부사가 된다.